# Jakob Weber (Maler)
Jakob Weber (russisch Я́ков Я́ковлевич Ве́бер; * 6. August 1870 in Balzer; † 20. Februar 1958 in Ziwilsk) war ein russlanddeutscher Landschaftsmaler.
Von 1902 bis 1909 studierte er an der Akademie für angewandte Kunst in St. Petersburg. 1915 ließ sich Weber im Dorf Schtscherbatowka an der Wolga nieder, wo er bis zu seiner Verhaftung im Jahr 1937 lebte. 1933 wurde er als erster und einziger Künstler mit dem Titel „Verdienter Künstler der Wolga-Republik“ ausgezeichnet. 1927 wurde im Zentralmuseum der Wolgadeutschen eine Kunstabteilung eröffnet, deren Grundlage eine Sammlung von zehn Gemälden Webers bildete. 1937 wurde Weber verhaftet und nach Kasachstan deportiert und für fünf Jahre inhaftiert. Ein Großteil seiner Werke, rund 180 Bilder, sind in den beiden Weltkriegen abhandengekommen.
Heute befinden sich rund 40 Bilder Webers im Museum der Stadt Engels in der Oblast Saratow.